# Юрген Поммеренке
Юрген Поммеренке (нім. Jürgen Pommerenke, нар. 22 січня 1953, Вегелебен) — східнонімецький футболіст, що грав на позиції півзахисника.
Виступав за клуб «Магдебург», а також національну збірну НДР. Футболіст року в НДР (1975).

## Клубна кар'єра
Народився 22 січня 1953 року в місті Вегелебен. Вихованець юнацької команди «Ауфбау-Трактор» з рідного міста, з якою 1967 проку потрапив до академії «Магдебурга».
У дорослому футболі дебютував 1970 року виступами за команду «Магдебург», кольори якої і захищав протягом усієї своєї кар'єри гравця, що тривала цілих шістнадцять років. Більшість часу, проведеного у складі «Магдебурга», був основним гравцем команди. З командою він тричі ставав чемпіоном НДР і чотири рази виграв Кубок країни, а у 1974 році він був членом магдебурзької команди, яка перемогла в Кубку володарів Кубків УЄФА, що стало першим і єдиним випадком перемоги в турнірі команди з НДР. У 1975 році його обрали футболістом року в НДР, завдяки чому він є наймолодшим володарем цього титули в історії країни.

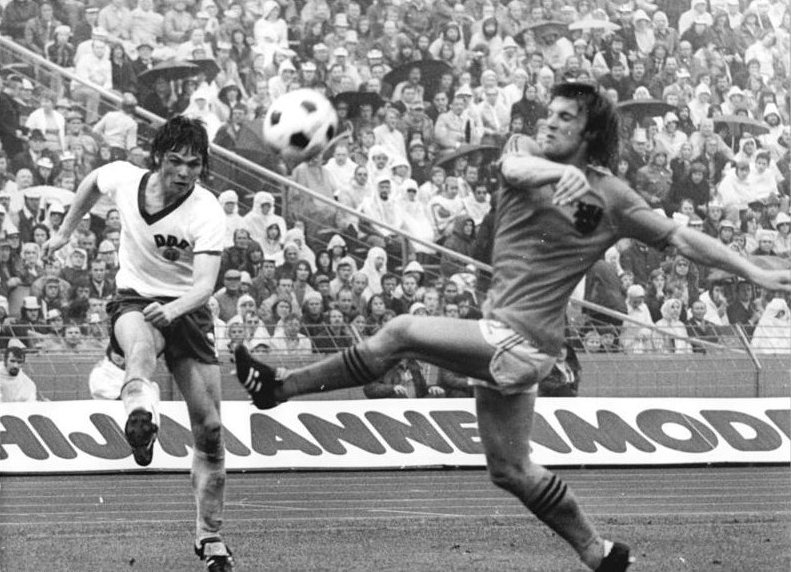
Поммеренке (ліворуч) проти нідерландця Руда Крола на чемпіонаті світу 1974 року.

15 вересня 1984 року він взяв участь у своєму останньому матчі за «Магдебург». Проблеми з коліном змусили його попрощатися зі спортом. За свою магдебурзьку команду він взяв участь у 301 грі в Оберлізі, в 55 іграх Кубка і 48 іграх у єврокубках. Загалом у 404 іграх в усіх турнірах він забив 147 голів.
По завершенні ігрової кар'єри залишився у клубі, працював з молодіжними командами, а у 1992—1993 роках очолював основну команду.

## Виступи за збірну
Поммеренке брав участь у 44 іграх молодіжної збірної НДР, з якою він у 1970 році переміг у турнірі УЄФА у Шотландії.
31 травня 1972 року дебютував в офіційних іграх у складі національної збірної НДР в товариському матчі проти збірної Уругваю, що завершився нічиєю з рахунком 0:0. У тому ж році Поммеренке у складі олімпійської збірної поїхав в Мюнхен на XX літні Олімпійські ігри, де зіграв у всіх семи матчах своєї команди, яка стала бронзовим призером і забив 1 гол у ворота збірної ФРН.
У складі національної збірної був учасником єдиного для своєї країни чемпіонату світу 1974 року у ФРН. Він зіграв у трьох матчах, включаючи перший матч зі збірною Австралії, але його команді не вдалось подолати другий груповий етап.
Свій останній виступ за збірну Поммеренке провів у товариському матчі проти збірної Фінляндії 16 березня 1983 року, той матч завершився перемогою східних німців з рахунком 3:1. Загалом протягом кар'єри у національній команді, яка тривала 12 років, провів у її формі 53 матчі, забивши 3 голи.

## Титули і досягнення

### Командні
Збірна НДР
- Чемпіон Європи (U-18): 1970
- Бронзовий олімпійський призер: 1972

«Магдебург»
- Чемпіон НДР (3): 1972, 1974, 1975
- Срібний призер чемпіонату НДР (2): 1977, 1978
- Бронзовий призер чемпіонату НДР (3): 1973, 1976, 1981
- Володар Кубка НДР (4): 1972/73, 1977/78, 1978/79, 1982/83
- Володар Кубка володарів кубків УЄФА: 1973/74

### Особисті
- Футболіст року в НДР: 1975[5]
- 41-е місце в списку гравців з найбільшою кількістю матчів, зіграних в чемпіонаті НДР: 301 матч[6]